# L'estate sta finendo/Prima dell'estate
L'estate sta finendo/Prima dell'estate è un singolo del duo musicale italiano Righeira, pubblicato il 20 maggio 1985 dalla CGD.

## Descrizione
Autori dei due brani sono gli stessi Righeira, ovvero Stefano Righi e Stefano Rota, e Carmelo La Bionda.
Il singolo, pubblicato dalla CGD e prodotto da Righeira e dai La Bionda raggiunse il primo posto delle classifiche in Italia, dove risultò il nono 45 giri più venduto del 1985. Nello stesso anno il brano si aggiudicò inoltre la vittoria del Festivalbar e partecipò a Vota la voce.
L'estate sta finendo è anche una delle colonne sonore del film Il commissario Lo Gatto di Dino Risi, con Lino Banfi.
Il brano sul retro, Prima dell'estate, è una versione acustica di L'estate sta finendo, arrangiata e suonata da Sergio Conforti, più conosciuto con lo pseudonimo di Rocco Tanica, storico componente della band Elio e le Storie Tese.

### Testo
(L'estate sta finendo)
Il testo parla della sensazione di malinconia che provoca la fine dell'estate, stagione delle vacanze per eccellenza. Vengono descritte situazioni tipiche di questo periodo, come gli ombrelloni che pian piano spariscono dalle spiagge ed i gabbiani che migrano verso le città, e viene sottolineato che la fine dell'estate significa anche che a breve un altro anno si concluderà e che, di conseguenza, si sta invecchiando; per assurdo, come già detto, il brano fu pubblicato nel mese di maggio, quindi in un periodo in cui, in contrasto con il tema del testo, la stagione estiva non è ancora nemmeno cominciata.
Il protagonista della canzone dice inoltre che, con la fine della bella stagione, ciò che gli mancherà di più sarà la donna che ha amato durante il periodo estivo, la quale ha già un altro a farle compagnia mentre lui è solo, e descrive la coppia composta da lui e questa donna come "due satelliti in orbita sul mar".

### Musica
Musicalmente, il brano fa uso della musica elettronica tipica degli anni ottanta.
Il brano è introdotto dal suono di un sassofono.

## Tracce
7" – CGD 10615 (Italia)
- Lato A

1. L'estate sta finendo – 3:30

- Lato B

1. Prima dell'estate – 3:30

12" – CGD 15187 (Italia)
- Lato A

1. L'estate sta finendo – 5:02

- Lato B

1. Prima dell'estate – 2:25

1. L'estate sta finendo – 3:45

## Formazione
Righeira
- Johnson Righeira – voce
- Michael Righeira – voce

Altri musicisti
- Sergio Conforti – tastiera, programmazione
- Hermann Weindorf – tastiera

Produzione
- La Bionda – produzione

## Classifiche

### Classifiche settimanali
| Classifica (1985) | Posizione massima |
| ----------------- | ----------------- |
| Germania          | 35                |
| Italia            | 1                 |
| Svizzera          | 18                |

### Classifiche di fine anno
| Classifica (1985) | Posizione |
| ----------------- | --------- |
| Italia            | 9         |

## Cover
- Gruppo Italiano (nell'album Surf in Italy) del 1985.
- Gennaro Cosmo Parlato (nell'album Che cosa c'è di strano?) del 2005.
- Matia Bazar (nell'album  One1 Two2 Three3 Four4 - Volume due) del 2008.
- Ivan Cattaneo (nell'album 80 e basta!) del 2010
- Bengi (nell'album Faccia da soul) del 2014.
- I Coma_Cose insieme allo stesso Johnson Righeira nel 2025 al Festival di Sanremo nella serata dedicata alle cover.